# Андрей Кесарийский

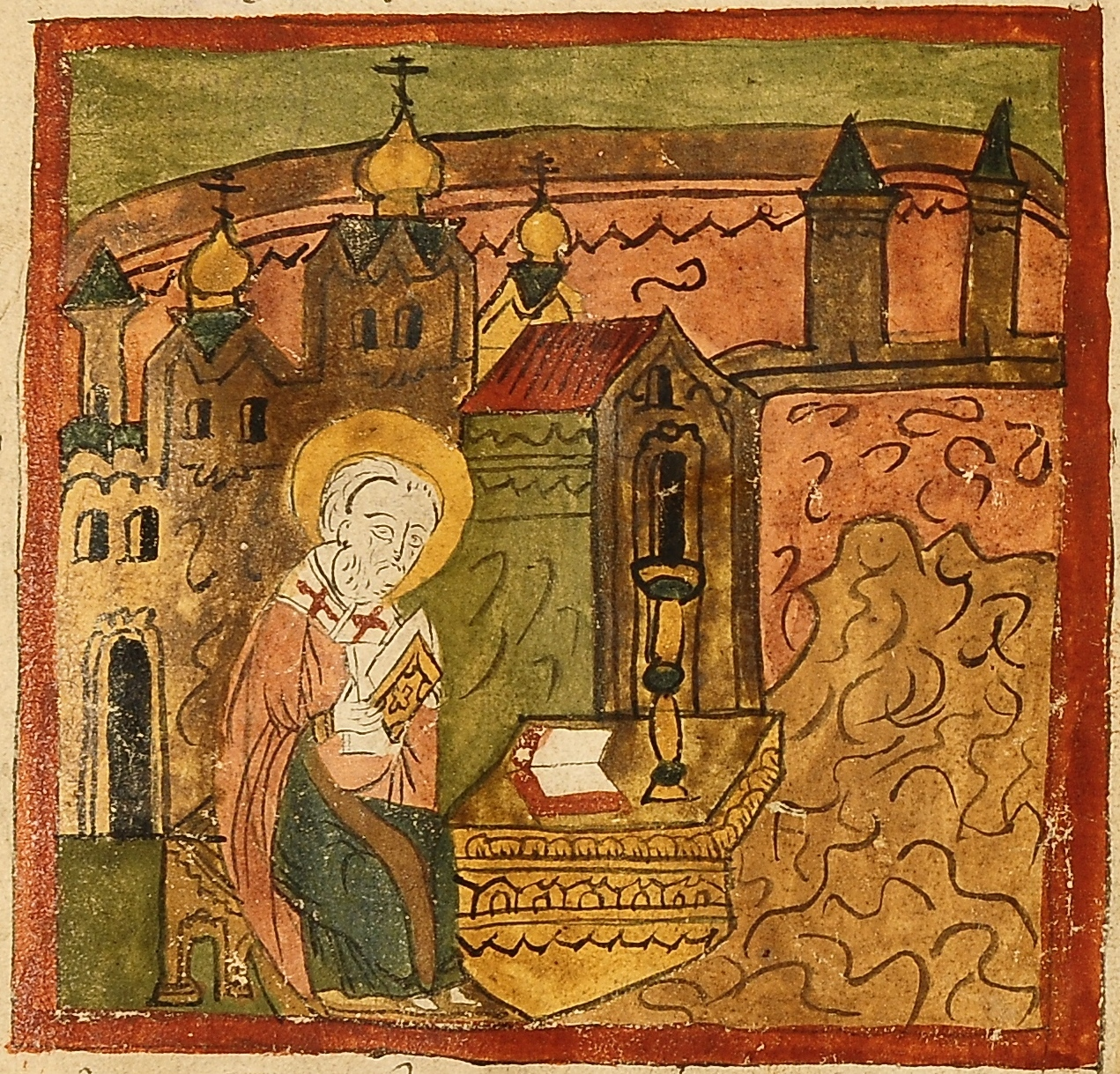
Святитель Андрей Кесарийский. Апокалипсис толковый. XVII в. РГБ ф. 37, № 005.

Андрей Кесарийский (греч. Ανδρέας Καισαρείας Καππαδοκίας; VI—VII) — архиепископ Кесарии Каппадокийской. Некоторые полагают, что Андрей Кесарийский почитается в Православной церкви как святой в лике святителей. Однако Вячеслав Макарцев замечает: "Вопреки широко распространенному мнению, архиепископ Андрей Кесарийский не причислен к лику святых: его имени нет в святцах, в чем может убедиться каждый. Сведения о нем настолько скудны, что нельзя с достоверностью говорить даже о времени его жизни. Однако нужно отметить, что толкование архиепископа Андрея Кесарийского сыграло немаловажную роль в закреплении Апокалипсиса в каноне новозаветных книг на Востоке христианского мира. Вероятнее всего, именно с учетом этого момента в ряде древних рукописей и было приписано к имени Андрея Кесарийского слово «святой»".
О жизни Андрея Кесарийского не сохранилось каких-либо сведений, спорным является даже период его жизни. Известность ему принесло "Толкование на книгу Откровения Иоанна Богослова", включённое в 106-й том сборника  «Patrologia Graeca» (том 106, с. 215 - 459) и пользующиеся популярностью среди православных, особенно у русских старообрядцев.
"Толкование" Андрея Кесарийского (написано между 563 и 614 годами) является одним из первых святоотеческих комментариев Апокалипсиса и оказало огромное влияние на последующих богословов. При его написании Андрей доказывает подлинность данной новозаветной книги ссылками на раннехристианских авторов: Папия Иерапольского, Иринея Лионского, Мефодия Патарского и Ипполита Римского.
Хотя Андрей Кесарийский при толковании указывает на то, что Конец света является скорым событием, он в предисловии отмечает:

Мы приступаем к изъяснению виденного блаженным Богословом не как постигшие глубину сокрытого в нём духа, ибо не осмеливаемся и не имеем в виду даже изъяснить всего сказанного в буквальном смысле… совершенное же познание сего предоставляем Божественной премудрости, знающей и те времена, в которые исполнится предсказанное, испытание нами коего запрещено Апостолами.

Толкование Андрея Кесарийского было переведено с греческого языка на грузинский в X веке, армянский в XI веке, на старославянский язык (скорее всего в Болгарии) вместе с текстом библейской книги Откровения не позднее X века. До середины XV века у славян Апокалипсис в основном существовал только в толковании Андрея Кесарийского, а не в оригинальном тексте (без комментария, хотя комментированный труд св. Андрея Кесарийского включает и весь текст Апокалипсиса.)
Сочинение Андрея Кесарийского украшалось миниатюрами при создании которых авторы следовали древнерусской традиции лицевых изображений в рукописях.